# Bitwa pod Żelenicami
Bitwa pod Żelenicami – starcie zbrojne między wojskami saskimi wspierającymi Albrechta II Habsburga a husytami popierającymi Kazimierza Jagiellończyka w walce o tron Królestwa Czech.

## Przed bitwą
Po śmierci cesarza i króla Czech Zygmunta Luksemburskiego część stanów czeskich w 1437 pod wodzą magnata Oldřicha z Rožemberka wybrała na króla Albrechta II Habsburga. Husyci kierowani przez arcybiskupa Jana z Rokycan, w kwietniu 1438 przeprowadzili konkurencyjną elekcję w Kutnej Horze i wybrali na króla 11-letniego Kazimierza Jagiellończyka, brata króla Polski Władysława III Warneńczyka. Albrecht Habsburg wspierany przez władców niemieckich, wojska węgierskie (od stycznia 1438 roku był królem Węgier) i papieża wkroczył w czerwcu do Pragi i koronował się w czerwcu na króla Czech. W czerwcu do Czech wkroczył 5 tysięczny korpus polski pod dowództwem Sędziwoja Ostroroga i mimo połączenia z liczącą 7 tysięcy żołnierzy armią husycką, nie był w stanie wyprzeć liczniejszych wojsk Habsburga, co spowodowało, że wspierające Kazimierza Jagiellończyka oddziały wycofały się do ufortyfikowanego miasta Tabor. Nieudane oblężenie miasta przeprowadzone przez wojska Habsburga nie przyniosło rozstrzygnięcia i zostało zwinięte.

## Bitwa
We wrześniu z Pragi do Miśni wyruszyła licząca 7–8 tys. ludzi armia księcia saskiego Fryderyka II, którą prowadził Jakubek z Wrzesowic. Pod miejscowością Żelenice armia ta napotkała liczący 4 tysiące ludzi oddział stronników Kazimierza składający się z załóg z mieszczan miast Žatec, Louny, Klatovy, rycerstwa czeskiego i trzystu konnych Polaków. W wyniku walki wojska husyckie poniosły klęskę, co pokrzyżowało możliwość zdobycia korony czeskiej dla Kazimierza Jagiellończyka, pomimo opanowania przez króla Władysława Warneńczyka w październiku tego samego roku Górnego Śląska.

## Upamiętnienie
Na miejscu bitwy w 2013 roku postawiono pamiątkowy kamień.